# 徐寧 (晉朝)
徐宁（?—?），东晋东海郡郯县（今山东省郯城县北）人。字安期，侨居句容。
徐宁年少时知名，通达博涉群书。开始担任舆县令。廷尉桓彝有知人之名，免官到广陵寻亲，至舆县，遇到了他，相互交谈非常投机，结交而别。桓彝回到建康，向中书令庾亮举荐徐宁，称誉他为海岱清士，徐宁于是入朝为吏部郎。徐宁官至左将军、江州刺史，在任上去世。

## 延伸阅读
[在维基数据编辑]
 《晉書·卷074》，出自房玄齡《晉書》